# Emil Levy
Emil Levy (* 23. Oktober 1855 in Hamburg; † 28. November 1917 in Freiburg im Breisgau) war ein deutscher Romanist, Provenzalist und Lexikograf.

## Leben und Werk
Levy promovierte 1880 in Berlin bei Adolf Tobler über Guilhem Figueira, ein provenzalischer Troubadour (Berlin: S. Liebrecht 1880) und habilitierte sich 1883 in Freiburg bei Fritz Neumann mit Der Troubadour Bartholome Zorzi (Halle: Niemeyer 1883). In Freiburg wurde er außerplanmäßiger Professor. Levy verbrachte längere Zeit in Paris und Südfrankreich und verkehrte mit dem Provenzalisten Camille Chabaneau. Levys herausragende Leistung ist das altprovenzalische Wörterbuch Provenzalisches Supplement-Wörterbuch. Berichtigungen und Ergänzungen zu  M. [François] Raynouards Lexique roman [1838–1844], 8 Bände, Leipzig 1892–1924 (Nachdruck Hildesheim 1973).
Er war mit Rosette van Praag verheiratet, ihr Sohn Friedrich Leyden war ein deutscher Geograph und Diplomat.

## Schriften (Auswahl)
- Le Troubadour Paulet de Marseille, Paris: Maisonneuve 1882
- Poésies religieuses provençales et françaises, du manuscrit extravag. 268 de Wolfenbuettel, Paris : Maisonneuve 1887
- Petit dictionnaire provençal-français, Hamburg 1909,  5. Auflage Heidelberg 1973 (frz. Nachdrucke: Raphèle-les-Arles 1991, Nîmes 2005)